# Englezi
Englezii sunt un popor germanic care numără în total circa 90 milioane de persoane. Circa 45 milioane de englezi trăiesc în Anglia (constituind trei sferturi din populația Regatul Unit al Marii Britanii și al Irlandei de Nord), iar alte 45 milioane de englezi trăiesc în state din afara Europei (de ex. în Statele Unite ale Americii, Canada, Chile, Australia, Noua Zeelandă și Africa de Sud).
Limba lor nativă este engleza (mai precis engleza britanică, formă a limbii engleze care este înrudită cu engleza canadiană, engleza australiană respectiv cea neozelandeză), cea mai vorbită limbă germanică (parte a limbilor germanice de vest, înrudită cel mai mult cu limba scots din Scoția respectiv cu limbile frizone vorbite în regiuni care au deschidere către Marea Nordului din Germania, Olanda respectiv Danemarca) din lume respectiv lingua franca a Epocii contemporane.
Denumirea de „englez” vine de la tribul anglilor (trib sau popor germanic care provenea din peninsula Angeln, landul Schleswig-Holstein, nordul Germaniei de astăzi), un trib germanic care s-a așezat în insula Britania (anterior cunoscută ca Anglia romană sau Roman Britain în engleză, fiind sub stăpânire romană câteva secole, mai precis din anul 43 d.Hr. până în 410 d.Hr.) în secolul al V-lea și care provenea din peninsula Iutlanda (azi Germania și Danemarca). Alături de aceștia s-au așezat încă alte două triburi germanice de vest: iuți (tot din Iutlanda) și saxoni (din nord-vestul Germaniei de azi). Totodată, un alt popor germanic care s-a așezat în Britania în Evul Mediu Timpuriu au fost frizonii din Provincia Frizia, Olanda de astăzi.

## Istorie

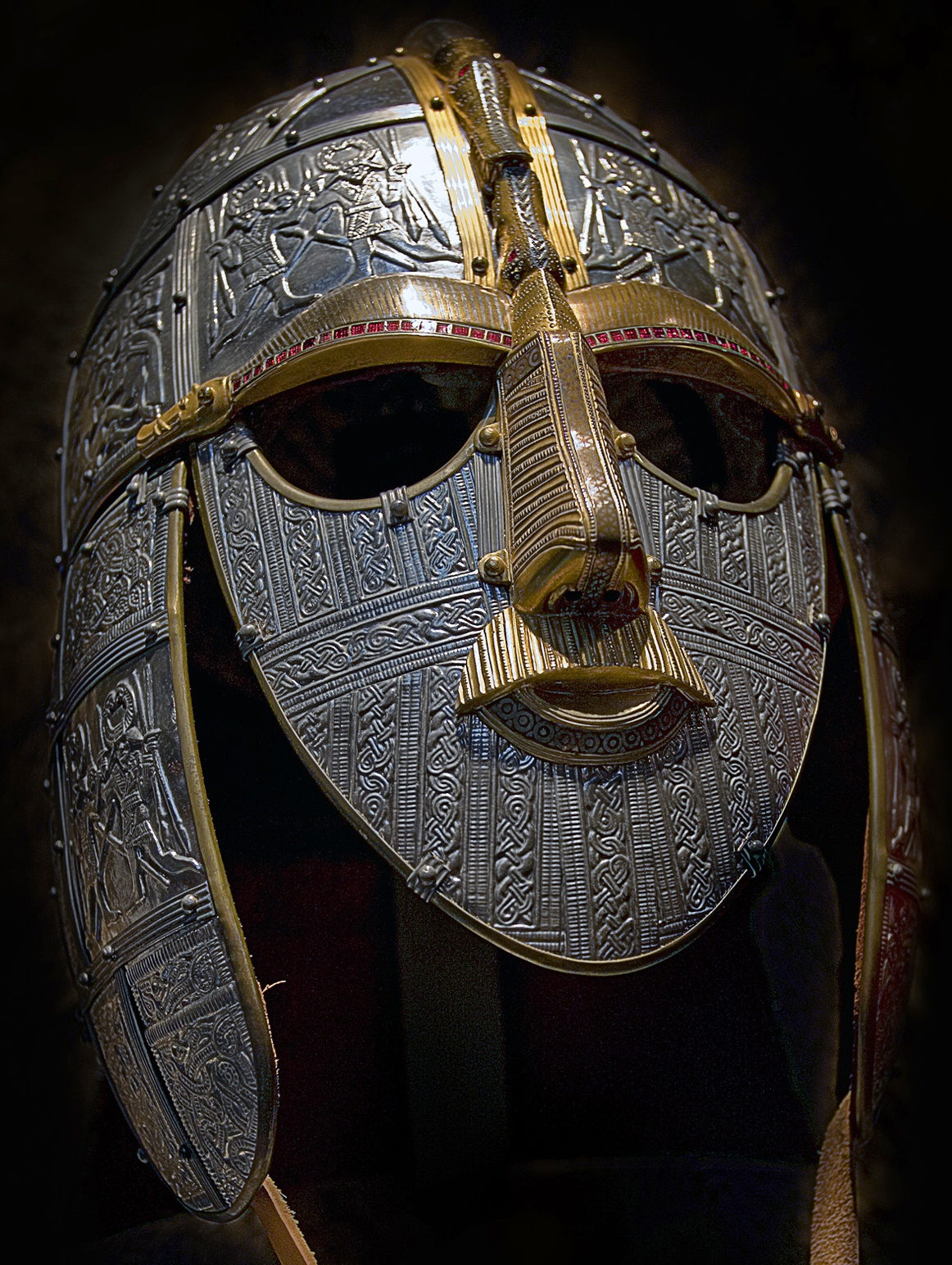
Replică a coifului anglo-saxon descoperit la Sutton Hoo, aproape de Woodbridge, Suffolk, estul Angliei. Coiful a aparținut unui nobil anglo-saxon.

Etnogeneza poporului englez este reprezentată de contopirea populației băștinașe celtice (i.e. britanii) și a celei celtice romanizate (cunoscuți ca Romano-Britons în engleză, i.e. un amestec etnic de celți insulari cu romani) din centrul, sudul și nordul Britaniei împreună cu triburile germanice sosite aici din Danemarca contemporană (mai precis din peninsula Iutlanda) precum și din nordul Germaniei de astăzi (mai precis din landul Saxonia Inferioară) în secolul al V-lea, la începutul Evului Mediu (sau Evul Mediu Timpuriu), mai exact: anglii, saxonii, iuții și frizonii (cunoscuți colectiv drept anglo-saxoni sau angli în limba latină). Anglo-saxonii (conduși inițial în secolul al V-lea de frații legendari Hengist și Horsa peste Marea Nordului) au întemeiat șapte regate medievale timpurii în Britania, mai precis: Northumbria, Mercia, East Anglia, Essex, Kent, Sussex și Wessex, toate cunoscute colectiv drept „(The) Heptarchy” (i.e. Heptarhia). Înaintea acestor regate, au mai existat altele mai mici precum Deira (în estul Angliei de astăzi), Bernicia (în nord-estul Angliei de astăzi precum și în sud-estul Scoției), Lindsey (în estul Angliei de astăzi), Surrey (Suther-ge) sau Isle of Wight (acest mic regat din urmă fiind locuit de populația Wihtwara despre care cronicarul Beda Venerabilul scria că ar fi descins din iuți). Conform cronicarului Beda Venerabilul (cunoscut de asemenea ca Sfântul Beda Venerabilul), anglo-saxonii au ajuns prima dată în Britania în 449 d.Hr., acest an corespunzând cu sintagma „The Saxon Advent” în limba respectiv istoriografia engleză (sau „Adventus Saxonum” în limba latină), i.e. venirea saxonilor. Aceștia au fost inițial invitați ca mercenari de către un anumit rege consemnat în latină ca superbus tyrannus conform De Excidio et Conquestu Britanniae (i.e. Despre distrugerea și cucerirea Britaniei) de Sfântul Gildas (pe care surse ulterioare îl identifică cu regele briton Vortigern care, conform legendei, s-a îndrăgostit și căsătorit cu prințesa saxonă Rowena, fiica lui Hengist), activând în armata acestui monarh împotriva picților respectiv a scoțienilor (mai precis a tribului Scotti), ulterior răsculându-se împotriva acestuia și a romano-britonilor (pretinzând mai multă plată pentru serviciile lor în calitate de mercenari precum și mai mult pământ pe care să se așeze). Astfel, anglo-saxonii au cucerit teritorii semnificative din Britania, împingând populația nativă de celți către vestul, sud-vestul respectiv nordul insulei, adică spre Țara Galilor, Cornwall (marcată pe unele hărți în trecut ca West Wales) și Scoția de astăzi. Această confederație germanică cunoscută colectiv drept anglo-saxoni erau vorbitori nativi ai unor dialecte germanice care au evoluat ulterior în engleza veche (Old English sau Englisc/Ænglisc în engleză). Totodată, anglo-saxonii au dat numele noului lor teritoriu cucerit din Britania (adică Anglia de astăzi), mai precis Engla land sau Englaland (ulterior England), i.e. ținutul sau țara angliilor. Căpeteniile anglo-saxonilor erau înmormântați în corăbii împreună cu mai multe bunuri (un obicei similar cu cel al vikingilor). Un astfel de artefact cunoscut este coiful de la Sutton Hoo din Suffolk, estul Angliei de astăzi. Conform unei descoperiri arheologice recente din Danemarca (mai precis o ștampilă metalică), coiful ar fi putut proveni de pe teritoriul acestei țări în Evul Mediu Timpuriu. O cronică importantă a istoriei medievale a englezilor este The History of the Kings of Britain (în latină în original Historia Regum Britanniae) de cronicarul anglo-normand Geoffrey of Monmouth (considerată astăzi de istorici ca fiind însă fictivă). O altă lucrare istorică celebră care precede cea anterior menționată este Historia Britonnum de călugărul galez Nennius, lucrare în cadrul căreia apare prima mențiune a regelui semi-legendar Arthur precum și o descriere a invaziei anglo-saxone a Britaniei.
În procesul de formare al poporului englez, anglo-saxonilor li s-au mai adăugat în secolul al IX-lea vikingi de origine daneză și norvegiană în regiunile nord-estice, aceștia din urmă punând bazele statului Danelaw-ului (unde legile danezilor primau față de cele ale anglo-saxonilor). Normanzii din actuala regiune Normandia (nordul Franței) au exercitat o influență puternică după anul 1066 (i.e., după ce au câștigat Bătălia de la Hastings iar ducele Wilhelm Cuceritorul al Normandiei a devenit regele Angliei) timp de mai multe secole de-a lungul Evului Mediu Clasic. După Cucerirea normandă, Regatul Angliei a devenit unul dintre cele mai puternice state medievale din Europa Occidentală, fiind ulterior într-o rivalitate de lungă durată cu Regatul Franței, reprezentată la nivel militar de Războiul de 100 de Ani. După înfrângerea din Războiul de 100 de ani, Regatul Angliei a devenit o țară predominant agricolă care încă se refăcea din conflictul precedent înainte de a începe ulterior să colonizeze părți semnificative din Lumea Nouă în secolele următoare, devenind una dintre cele mai importante puteri coloniale europene în America (mai precis în America de Nord și, respectiv, în Caraibe). De altfel, ulterior, imperiul colonial britanic a devenit cel mai mare imperiu din lume și din istorie (cunoscut de asemenea ca imperiul peste care soarele nu apune niciodată), cu colonii largi (cunoscute ca dominioane) în Canada, Africa de Sud, Australia sau Noua Zeelandă de astăzi spre exemplu.

## Cultură
Cultura englezilor sau cultura englezească este una dintre cele mai importante din Europa de Vest, de pe continentul european în general respectiv din lume, făcând parte din cultura mai largă a Regatului Unit al Marii Britanii și al Irlandei de Nord (UK). Aceasta include arta englezească, cinematografia englezească (parte a cinematografiei britanice), muzica englezească (inclusiv muzica tradițională englezească care cuprinde balade tradiționale cunoscute precum Greensleeves sau Lovely Joan, aceasta din urmă fiind interpretată de grupul de folk englezesc Folkal Point de asemenea) și literatura englezească, toate cu o istorie lungă și bogată. Totodată, instituții prestigioase de învățământ superior ale englezilor includ universitățile Oxford sau Cambridge, unele dintre cele mai vechi din Europa și din lume. Alte două instituții culturale importante ale englezilor respectiv ale britanicilor sunt British Council sau Biblioteca Britanică. În același timp, cultura și folclorul englezilor sunt înrudite cu cele ale altor popoare germanice.

### Folclor
Folclorul englezilor este similar cu cel al altor popoare germanice, cel mai notabil cu cel al scandinavilor, olandezilor respectiv germanilor (cu creaturi fantastice sau supranaturale similare sau chiar identice). Totodată, mitologia anglo-saxonilor era foarte similară cu cea a vikingilor. Printre cele mai importante figuri folclorice ale englezilor se numără eroi precum Regele Arthur (cu toate că, în mod paradoxal, acesta nu era anglo-saxon, ba mai mult, conform legendei, a fost regele celt care a luptat împotriva invaziilor acestora în Britania) împreună cu Cavalerii Mesei Rotunde pe care îi conducea pentru a proteja regatul său, Logres (cu capitala la Camelot), sau Robin Hood.

## Demografie

Hartă reprezentând diaspora britanică din lume, diasporă care îi include pe englezi de asemenea.

Englezii sunt cel mai mare popor din cadrul Regatul Unit al Marii Britanii și al Irlandei de Nord (UK). De asemenea, în cadrul conceptului mai larg al poporului britanic, englezii fac parte dintr-o numeroasă diasporă britanică în lume, cel mai notabil în America de Nord respectiv în Oceania, unde fostul imperiu britanic a avut colonii largi, cunoscute ca dominioane (i.e. Canada, Australia respectiv Noua Zeelandă).

### Genetică
Conform studiilor genetice, englezii sunt un amalgam de mai multe populații istorice care s-au așezat de-a lungul timpului în Anglia de astăzi, de la celți, romani, anglo-saxoni și până la normanzi.

## Contribuții pentru umanitate
De-a lungul timpului, poporul englez a contribuit semnificativ în termeni culturali și științifici pentru umanitate. Oameni de știință englezi celebri au fost Charles Darwin, Isaac Newton, William Herschel, Michael Faraday, Alan Turing, Stephen Hawking sau Peter Higgs. Printre cercetătorii științifici englezi contemporani de renume mondial se numără și David Attenborough. Printre scriitori englezi celebri se numără dramaturgul Christopher Marlowe, dramaturgul William Shakespeare (care a îmbogățit semnificativ vocabularul limbii engleze), romancierul Charles Dickens, romancierul J. R. R. Tolkien, prozatorul Rudyard Kipling, romancierul Aldous Huxley, romancierul William Golding, romancierul Bertrand Russell, romanciera J. K. Rowling, poetul George Gordon Byron (cunoscut de asemenea ca Lord Byron, erou național al Greciei), poetul John Keats, poetul John Milton, etc.
John Locke este unul dintre intelectualii englezi (respectiv britanici) celebrii care a pus bazele liberalismului clasic (alături de scoțianul Adam Smith de asemenea). Printre politicienii englezi liberali celebri se numără Thomas Babington Macaulay sau William Ewart Gladstone. Totodată, Winston Churchill sau Margaret Thatcher sunt politicieni englezi marcanți care au fost în trecut prim-miniștrii Regatului Unit al Marii Britanii și Irlandei de Nord (UK), ambii provenind din Partidul Conservator (Conservative Party).
În ceea ce privește muzica, mai precis muzica clasică, următorii compozitori englezi sunt notabili: Henry Purcell, Gustav Holst sau Edward Elgar. Totodată, referitor la muzica ușoară, englezii au co-pionierat rock-ul clasic (împreună cu trupe din Statele Unite ale Americii) cu formații precum The Beatles, The Rolling Stones, Pink Floyd, The Who, The Animals, The Yardbirds, The Kinks, The Troggs, Cream, Procol Harum, The Moody Blues, The Zombies, Queen, etc. Englezii au co-pionierat (alături de americani) sub-genul hard rock al muzicii rock respectiv heavy metal-ul la sfârșitul anilor '60 respectiv de-a lungul anilor '70 prin formații precum Led Zeppelin, Black Sabbath sau Deep Purple. În același timp, la începutul anilor '60, englezii au creat o mișcare culturală și artistică care a luat foarte mare amploare cunoscută ca Invazia britanică (British Invasion în engleză), care a inclus muzica rock de asemenea, exportând-o în Statele Unite ale Americii și peste tot mapamondul de asemenea. Printre chitariști rock englezi celebri se numără Hank Marvin (de la The Shadows), John Lennon, George Harrison, Keith Richards, David Gilmour, Jimmy Page (parțial de descendență irlandeză), Jeff Beck, Eric Clapton, Tony Iommi sau Ritchie Blackmore. Cântăreți englezi celebri includ figuri marcante ale rock-ului clasic precum Robert Plant (Led Zeppelin), Ian Gillan (Deep Purple respectiv pentru o scurtă perioadă în Black Sabbath de asemenea), Freddie Mercury (Queen), Jon Anderson (parțial de descendență irlandeză; Yes), etc. Basiști englezi celebri sunt, printre alții, Paul McCartney (The Beatles, Wings) sau Sting (The Police). Printre toboșarii englezi celebri se numără Ringo Starr (The Beatles), Charlie Watts (The Rolling Stones) sau Roger Taylor (Queen). Cântărețe engleze celebre sunt Julie Andrews (cunoscută pentru rolul ei în musicalul Sunetul muzicii din 1965), Kate Bush (parțial de descendență irlandeză), Adele, Petula Clark, Jacqui McShee (de la formația de folk rock Pentangle) sau Sam Brown.
Actori englezi celebri îi includ pe Cary Grant, Ian McKellen, Benedict Cumberbatch, Gary Oldman, Hugh Grant, Ben Kingsley, Daniel Craig, Patrick Stewart, Sean Bean, John Cleese, Alan Rickman, Hugh Laurie, Christopher Lee, Orlando Bloom, sau Hugo Weaving.

## Galerie

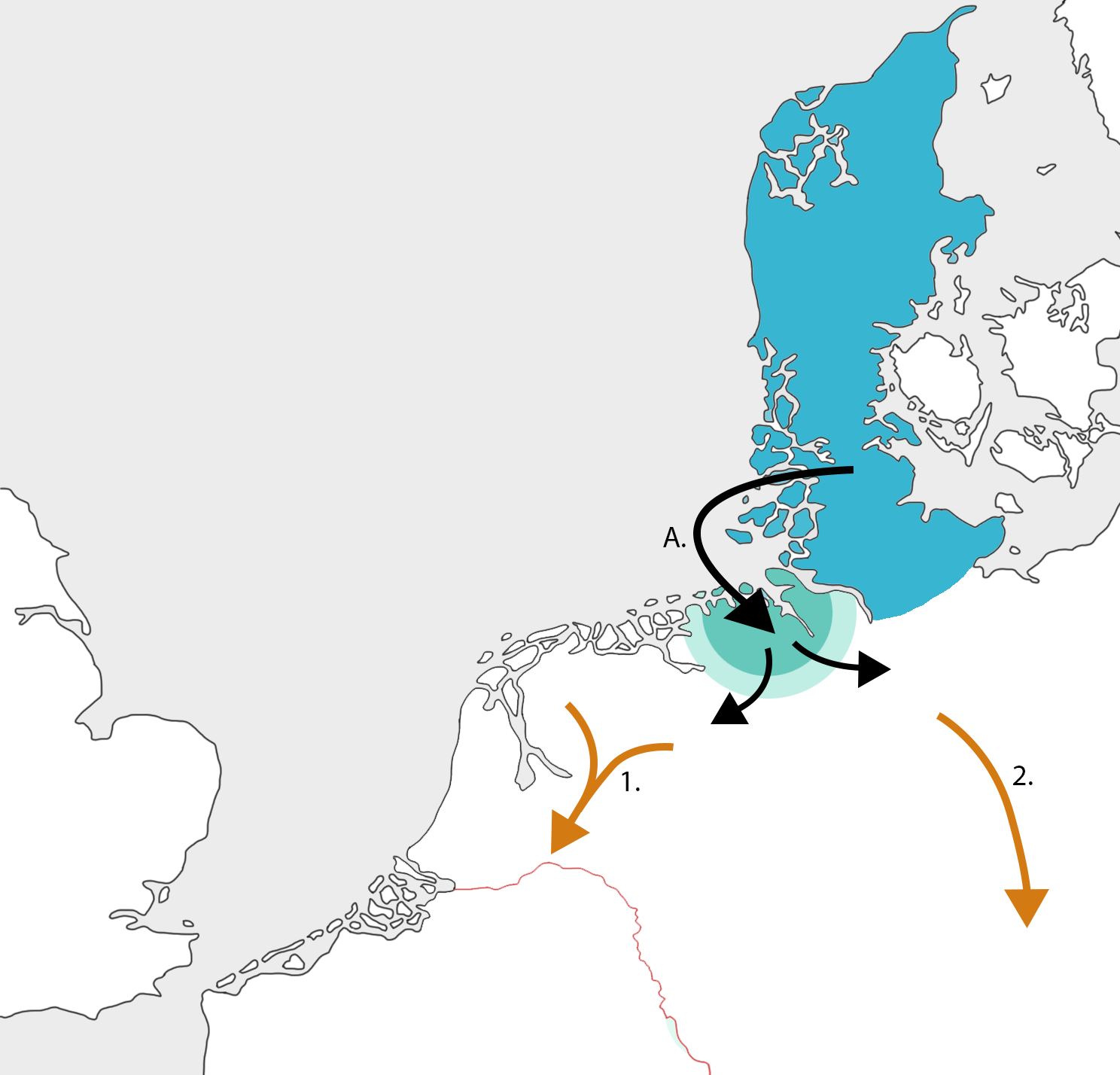
Hartă înfățișând migrația angliilor din Danemarca contemporană din secolul al III-lea d.Hr. către sud, în nordul Germaniei de astăzi (saxonii sunt un popor desprins din anglii)
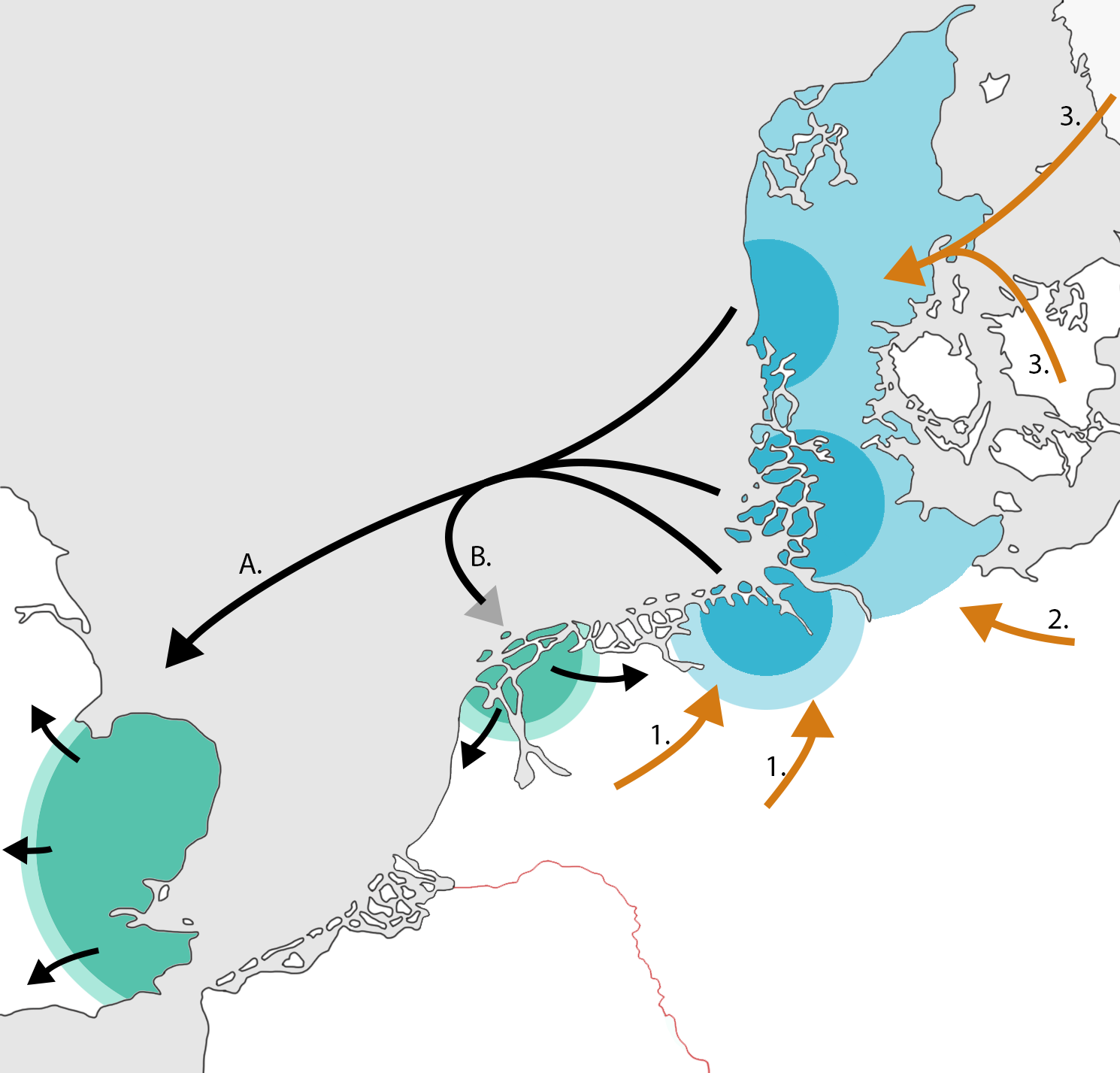
Hartă înfățișând migrația angliilor, saxonilor și iuților în Evul Mediu timpuriu (mai precis în secolul al V-lea) către Britania (iuții au migrat în sud către Frizia de asemenea)
Hartă în limba engleză înfățișând migrația anglo-saxonilor din nordul Europei continentale către Britania la începutul Evului Mediu timpuriu (mai precis între 400 și 500 d.Hr.)
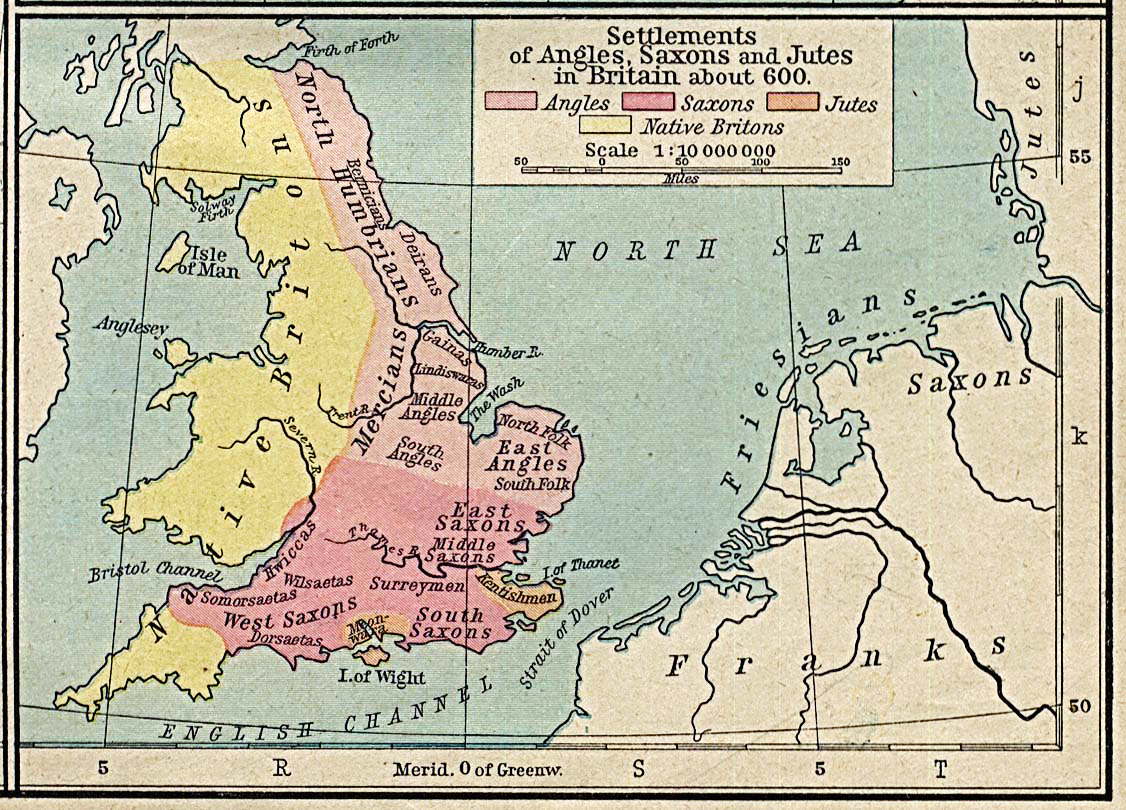
Anglii, saxoni și iuți în Britania la circa 600 d.Hr.
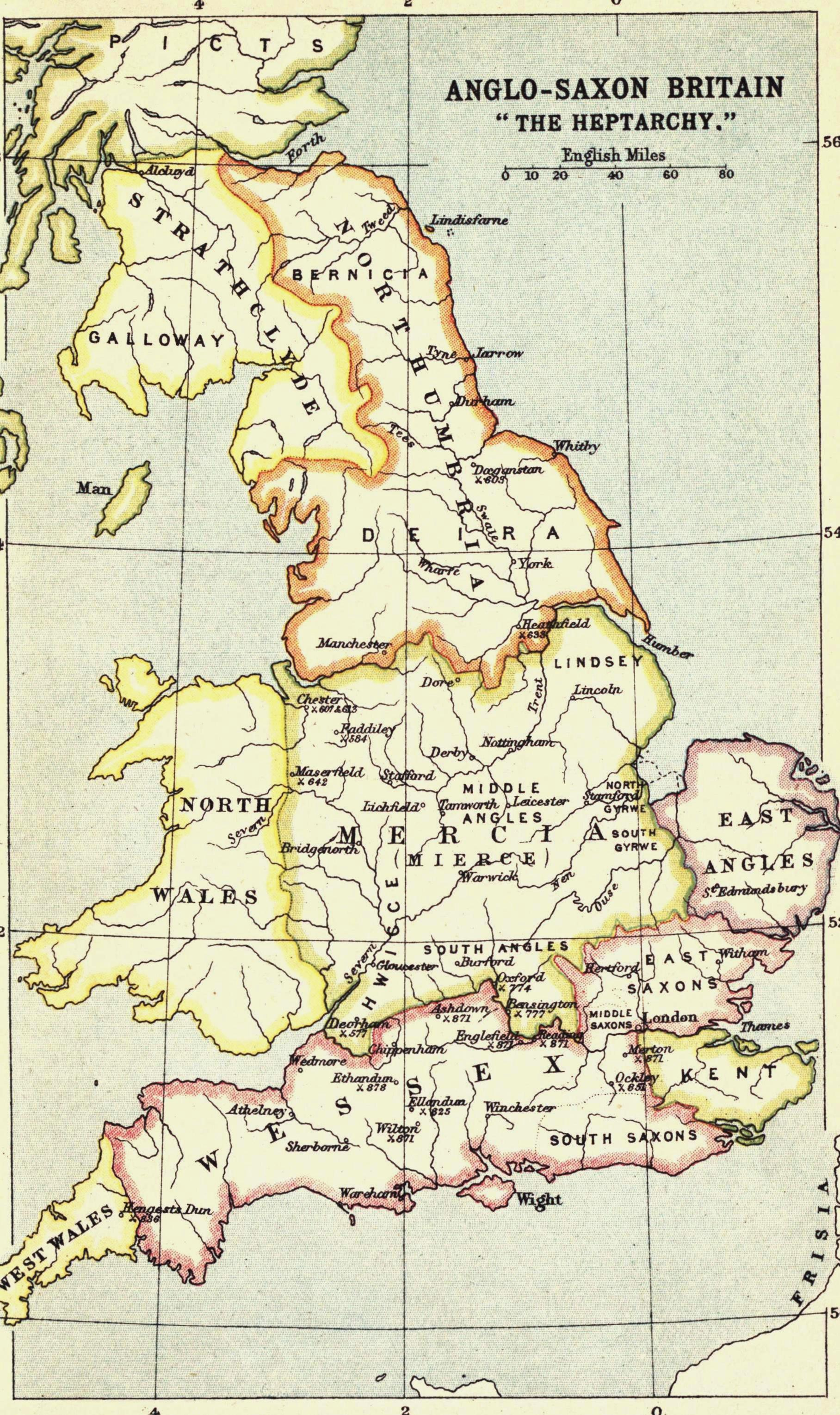
Cele 7 regate anglo-saxone (i.e., Northumbria, Mercia, East Anglia, Essex, Kent, Sussex și Wessex) cunoscute colectiv drept „(The) Heptarchy”
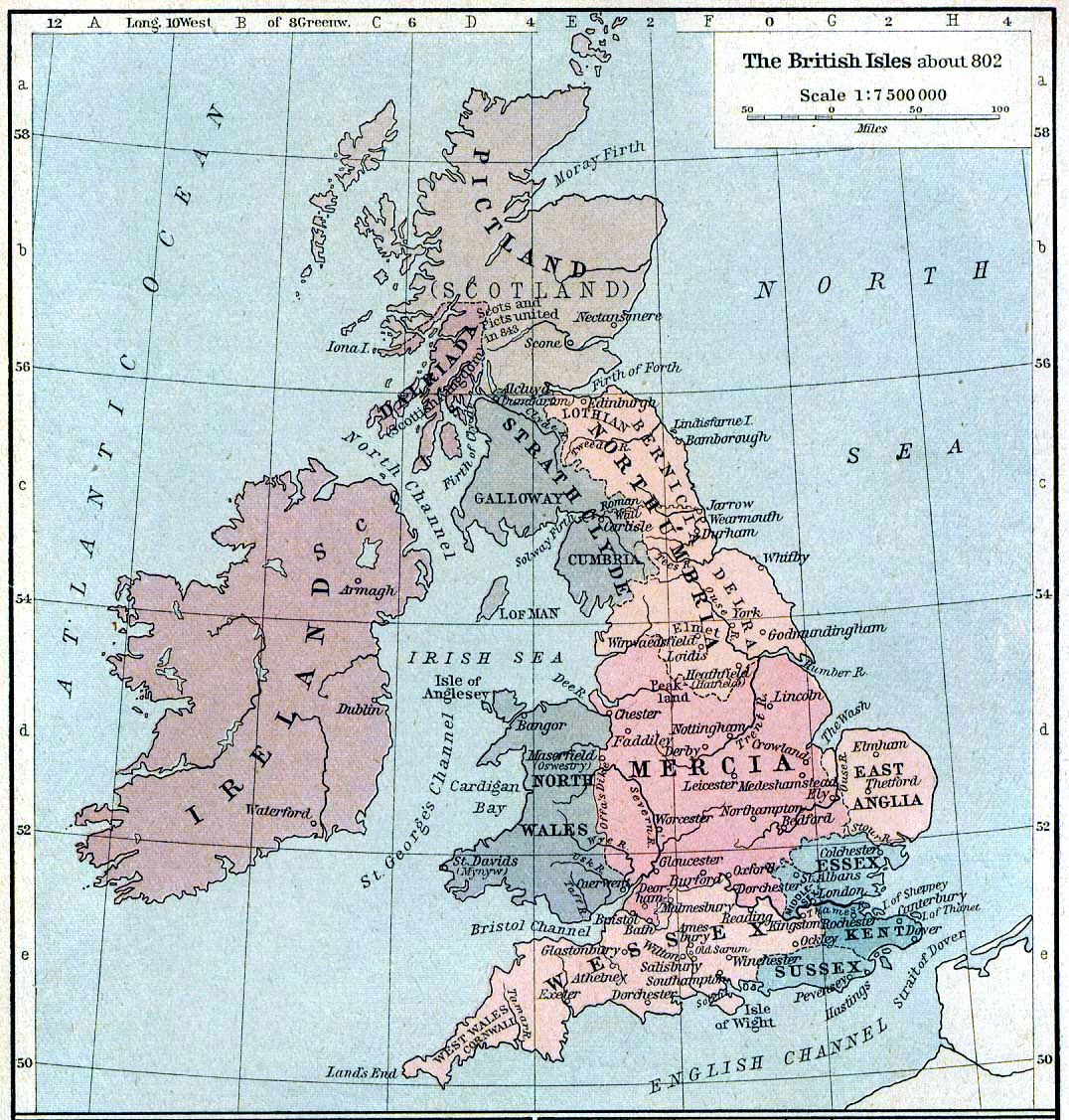
Insulele britanice la circa 802 d.Hr., cu cele 7 regate anglo-saxone
Danelaw (i.e. regatul danezilor în Anglia medievală timpurie) la 878 d.Hr.
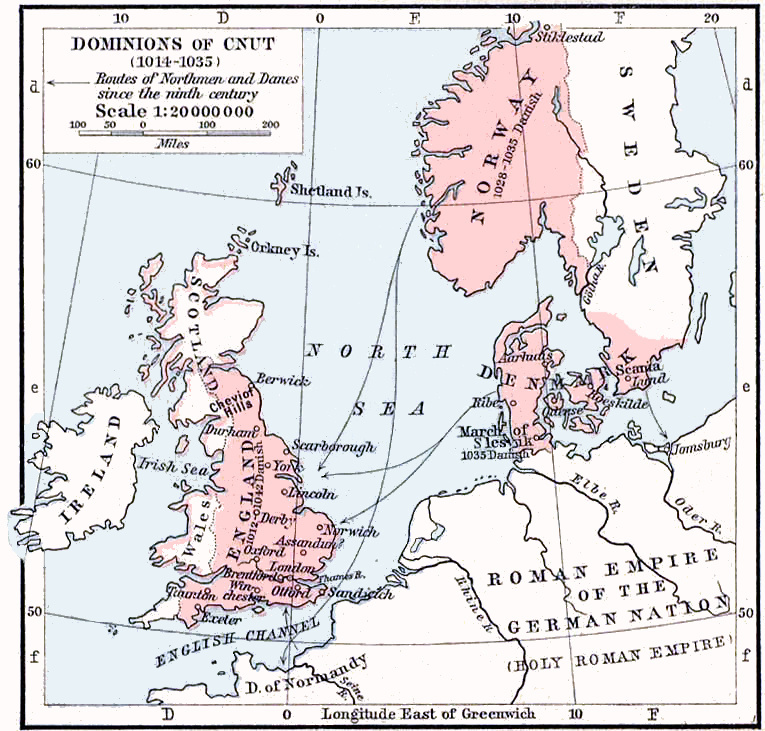
Rutele de raiduri ale vikingilor danezi și norvegieni către Britania începând cu secolul al IX-lea
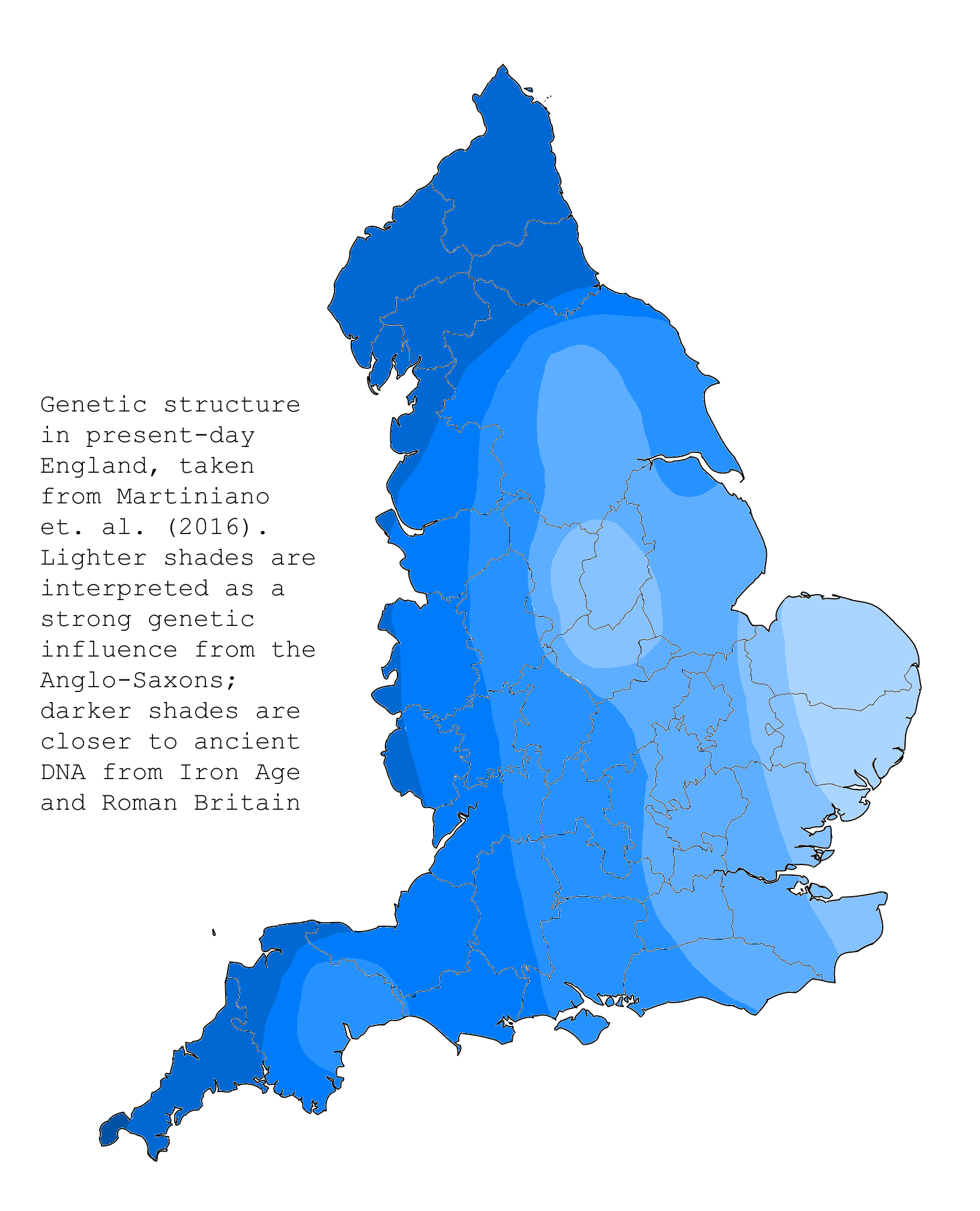
Hartă care reprezintă structura genetică a Angliei contemporane: zonele cu nuanțe mai deschise denotă influența puternică a anglo-saxonilor în timp ce zonele cu nuanțe mai închise reprezintă influența ADN-ului din Epoca Fierului (i.e. a britanilor) respectiv din Epoca romană (i.e. a provinciei romane Britannia care a fost colonizată de romani)
Drapelul Angliei, cu crucea Sfântului Gheorghe (i.e. St. John's Cross în engleză)